# Miss America 2006
Miss America 2006 è l'ottantacinquesima edizione del concorso Miss America. Si è tenuto presso il Planet Hollywood Performing Arts Center di Las Vegas il 21 gennaio 2006. Vincitrice del concorso è risultata essere Jennifer Berry, rappresentante dell'Oklahoma.

## Piazzamenti
| Risultato finale  | Concorrente |
| ----------------- | --- |
| Miss America 2006 | - Oklahoma - Jennifer Berry |
| 2ª classificata   | - Georgia - Monica Pang |
| 3ª classificata   | - Alabama - Alexa Jones |
| 4ª classificata   | - Virginia - Kristi Lauren Glakas |
| 5ª classificata   | - Distretto di Columbia - Shannon Schambeau                                                                                                   |
| Top 10            | - Arkansas - Eudora Mosby - Carolina del Sud - Erika Powell - Florida - Mari Wilensky - Pennsylvania - Nicole Brewer - Texas - Morgan Matlock |

### Riconoscimenti speciali
| Riconoscimento                    | Concorrente                                 |
| --------------------------------- | ------------------------------------------- |
| Quality of Life Awards            | - Idaho Tracey Brown                        |
| Miss Talent                       | - Carolina del Sud - Erika Powell           |
| Lifestyle and Fitness in Swimsuit | - Distretto di Columbia - Shannon Schambeau |

## Le concorrenti
- Alabama - Alexa Jones
- Alaska - Rebecca Hayes
- Arizona - Audrey Sibley
- Arkansas - Eudora Moseby
- California - Dustin-Leigh Konzelman
- Carolina del Nord - Brooke McLaurin
- Carolina del Sud - Erika Powell
- Colorado - Jessica Urban
- Connecticut - Dianna Baitinger
- Dakota del Nord - Jacqueline Johnson
- Dakota del Sud - Nikki Grandpre
- Delaware - Rebecca Bledsoe
- Distretto di Columbia - Shannon Schambeau
- Florida - Mari Wilensky
- Georgia - Monica Pang
- Hawaii - Malika Dudley
- Idaho - Tracey Brown
- Illinois - Lauren Allen
- Indiana - Susan Guilkey
- Iowa - Kay Pauszek
- Isole Vergini Americane - Allison Bourne-Vanneck
- Kansas - Adrienne Rosel
- Kentucky - Kerri Mitchell
- Louisiana - Molly Causey
- Maine - Megan Beals
- Maryland - Rachel Ellsworth
- Massachusetts - Kristin Gauvin
- Michigan - Octavia Reese
- Minnesota - Karyn Stordahl
- Mississippi - Kristian Dambrino
- Missouri - Stacie Cooley
- Montana - Sophia Steinbeisser
- Nebraska - Kelly Keiser
- Nevada - Crystal Wosik - Las Vegas
- New Hampshire - Audra Paquette
- New Jersey - Julie Robenhymer
- New York - Kandice Pelletier
- Nuovo Messico - Ane Cristal Romero
- Ohio - Marlia Fontaine
- Oklahoma - Jennifer Berry
- Oregon - Lucy Fleck
- Pennsylvania - Nicole Brewer
- Rhode Island - Jessica Samson
- Tennessee - Tara Burns
- Texas - Morgan Matlock
- Utah - Julia Bachison
- Vermont - Megan Plebani
- Virginia - Kristi Lauren Glakas
- Virginia Occidentale - Kimberly Goodwin
- Washington - Tina Marie Mares
- Wisconsin - Tracy Gest
- Wyoming - Heather Jackelen